# Лисино (Омская область)
Лисино — деревня в Муромцевском районе Омской области России. Входит в состав Бергамакского сельского поселения .

## История
Основана в 1824 г. В 1928 году состояло из 172 хозяйств, основное население — русские. Центр Лисина-Кондратьевского сельсовета Муромцевского района Тарского округа Сибирского края.

## Население
| 1926 | 2010 |
| ---- | ---- |
| 1113 | ↘558 |